# I barbari
I barbari è un saggio scritto e pubblicato in trenta puntate da Alessandro Baricco su Repubblica dal 12 maggio al 21 ottobre 2006. Le puntate sono contemporaneamente pubblicate online su Repubblica.it che mette a disposizione dei lettori anche un forum per i commenti intitolato Cronache dall'invasione.
Il 21 novembre 2006, la raccolta degli articoli, con qualche aggiunta e un rimaneggiamento dei titoli di capitoli e paragrafi, esce in formato libro, in edicola col giornale, per La biblioteca di Repubblica con il titolo I barbari.
Sia le puntate sul giornale, in edicola e online, sia il libro de La biblioteca di Repubblica sono illustrati da Gipi. Il libro è successivamente pubblicato da Fandango Libri nel 2006 e da Feltrinelli nel 2008,con il titolo I barbari. Saggio sulla mutazione.

## Genesi
L'idea sulla quale Baricco costruisce I barbari è quella di una mutazione in atto nella cultura del mondo occidentale che, ben al di là di un normale avvicendamento generazionale, starebbe configurando
 Tale crisi dei modelli culturali del passato provocherebbe, nella percezione collettiva, una sorta di sgomento da invasione barbarica come di fronte a "una terra saccheggiata da predatori senza cultura né storia".
La mutazione si sarebbe generata dalla concomitanza di due fattori principali: l'affermarsi di alcune decisive innovazioni tecnologiche che avrebbero compresso spazio e tempo e lo spalancamento dello scenario sociale che avrebbe consentito l'accesso al regno dei privilegi di homines novi portatori dell'energia cinetica indispensabile a realizzare ogni vera mutazione.
I due pilastri fondamentali sui quali la consistenza della mutazione poggerebbe sono identificati in una diversa idea di cosa sia l'esperienza e in una differente dislocazione del senso nel tessuto dell'esistenza.
La conclusione che Baricco trae dallo sviluppo del saggio è che, bisognerebbe accettare l'idea della mutazione e abbandonare il paradigma dello scontro di civiltà per non rinunciare alla possibilità di una qualche governabilità di essa.

## Linguaggio
Il linguaggio de I barbari è il risultato della composizione di registro saggistico e narrativo, all'interno di uno schema comunicativo che include tra i contenuti stessi della scrittura il rapporto con i lettori ai quali Baricco fornisce costantemente istruzioni di lettura e commenti sul lavoro. Le argomentazioni sono offerte in progress, frammentate all'interno dei diversi articoli, in modo da consentire anche una lettura discontinua, o una ricomposizione di esse da parte dei lettori secondo proprie sequenze trasversali.

## Struttura

### Inizio e Epigrafi
Le prime puntate de I barbari sono dedicate alla presentazione del lavoro nella forma e nei contenuti.
Baricco inquadra I barbari come saggio e dà conto della scelta di scriverlo sulle pagine del giornale, in forma di articoli sparsi tra le "frattaglie di mondo" delle notizie che quotidianamente passano. Parla di una strutturazione volutamente fragile, come a cercare "una qualche indigenza" che consenta di recuperare una qualche autenticità, proprio nella scelta di scrivere senza possibilità reinventare e riorganizzare la struttura del lavoro.
Il contenuto del saggio è introdotto dall'illustrazione di quattro epigrafi alle quali Baricco dà il valore di omaggio a un rituale di apertura insito nella tradizione del libro e la funzione di delimitare i bordi del campo entro i confini del quale svilupperà il lavoro:
- “Il timore di essere sopraffatti e distrutti da orde barbariche è vecchio come la storia della civiltà. Immagini di desertificazione, di giardini saccheggiati da nomadi e di palazzi in sfacelo nei quali pascolano le greggi sono ricorrenti nella letteratura della decadenza dall'antichità fino ai giorni nostri.” di Wolfgang Schivelbusch.
- “Eleganza, purezza e misura, che erano i principi della nostra arte, si sono gradualmente arresi al nuovo stile, frivolo e affettato, che questi tempi, dal talento superficiale, hanno adottato. Cervelli che, per educazione e abitudine, non riescono a pensare a qualcosa d'altro che i vestiti, la moda, il gossip, la lettura di romanzi e la dissipazione morale, fanno fatica a provare i piaceri, più elaborati e meno febbrili, della scienza e dell'arte. Beethoven scrive per quei cervelli, e in questo pare che abbia un certo successo, se devo credere agli elogi che, da ogni parte, sento fiorire per questo suo ultimo lavoro.” dal The Quarterly Musical Magazine and Review del 1825, che trattava della Nona sinfonia di Beethoven[3]
- “Mickey Mouse” un frammento da scritti di Walter Benjamin[4]
- “Non era difficile parlare con lui. Mi chiamava sceriffo. Ma io non sapevo cosa dirgli. Cosa si dice a uno che per sua stessa ammissione non ha l'anima? Perché gli si dovrebbe dire qualcosa? Ci ho pensato tanto. Ma lui era niente in confronto a quello che sarebbe venuto dopo.” di Cormac McCarthy, tratta dalle prime pagine di Non è un paese per vecchi.[2]

### Perdere l'anima
La seconda parte de I barbari è dedicata alla ricognizione dei sintomi attraverso i quali si mostra la mutazione il cui dato comune, riscontrabile in diversi e differenti ambiti culturali, appare come una sorta di perdita di anima nei gesti, per anni appartenuti alle consuetudini più alte dell'umanità, che sembra continuino a vivere a prescindere dal loro senso profondo. Lungi dall'agonizzare, quei gesti addirittura si moltiplicano ma, nel loro rigenerarsi, "sembrano smarrire il tratto più profondo che avevano, la ricchezza a cui erano in passato arrivati, forse perfino la loro più intima ragione d'essere".
Baricco sceglie gli scenari della cultura del vino, del mondo del calcio e di quello dell'editoria e, all'interno di essi, isola dei gesti sintomo di mutazione che ritiene alludano a una precisa logica. I tratti comuni che Baricco isola e descrive, e che, infine, riassume all'inizio della terza parte, sono i seguenti. 
- Una innovazione tecnologica che rompe i privilegi di una casta, aprendo la possibilità di un gesto a una popolazione nuova.
- L'estasi commerciale che va ad abitare quell'ingigantimento dei campi da gioco.
- Il valore della spettacolarità, come unico valore intoccabile.
- L'adozione di una lingua moderna come lingua base di ogni esperienza, come precondizione a qualsiasi accadere.
- La semplificazione, la superficialità, la velocità, la medietà.
- La pacifica assuefazione all'ideologia dell'impero americano.
- Quell'istinto al laicismo, che polverizza il sacro in una miriade di intensità più leggere, e prosaiche.
- La stupefacente idea che qualcosa, qualsiasi cosa, abbia senso e importanza solo se riesce a inserirsi in una più ampia sequenza di esperienze.
- E quel sistematico, quasi brutale, attacco al tabernacolo: sempre e comunque contro il tratto più nobile, colto, spirituale di ogni singolo gesto.

Guardando da lontano, nell'insieme, i singoli tratti già isolati, è possibile, secondo Baricco, scorgere la costellazione che essi disegnano e che, in definitiva, configura l'unica mossa della apparente perdita di anima.

Il passo ulteriore di Baricco quindi è ipotizzare che il risultato della perdita di anima non sia una semplice conseguenza del movimento mutazionale ma, più probabilmente, consciamente o meno, il suo obbiettivo principale: 
La terza parte de I barbari si occupa di chiarire in cosa consista la perdita di anima che la mutazione sembrerebbe configurare in termini di esperienza e dislocazione del senso.
La tesi che Baricco sviluppa parte dall'identificare il trailer della mutazione' in un principio che è lo stesso principio attorno a cui è stato costruito Google: "l'idea che le traiettorie suggerite da milioni di links avrebbero scavato i sentieri guida del sapere". 
Si tratterebbe di una sorta di rivoluzione copernicana del sapere, per cui il valore di un'idea, di un'informazione, di un dato, non sarebbe più legato alle sue caratteristiche intrinseche ma alla sua storia lungo una traiettoria, costruita da una sequenza di passaggi e da una composizione di materiali diversi. In un paesaggio del genere, il gesto di conoscere diventa il surfing veloce che ricompone di volta in volta le traiettorie sparse delle idee, o dei fatti o delle persone.
Il passo successivo che Baricco compie è l'ampliamento della focale da quello che in Google è un movimento che insegue il sapere, a quello che nel mondo reale diventa il movimento che cerca l'esperienza.
Per Baricco l'esperienza è "un luogo in cui la percezione del reale si raggruma in pietra miliare, ricordo, e racconto. È il momento i cui l'umano prende possesso del suo reame" e la mutazione in atto sarebbe riassumibile proprio in un cambiamento del modo di fare esperienze.
I modelli che da secoli portavano al risultato del fare esperienza erano legati alla capacità di accostarsi al senso delle cose, una per una, con un lavoro di pazienza, erudizione, studio o grazie alla magia di un lampo di intuizione. A un certo punto tuttavia, quei modelli avrebbero smesso di funzionare, non producendo più risultati apprezzabili, e avrebbero ceduto il passo alla logica avanzante della mutazione in atto. È il multitasking, secondo Baricco, a incarnare l'idea nascente di esperienza ed è la logica del sistema passante di sequenze originate altrove e destinate altrove, che spinge a ricercare l'esperienza, in spazi in cui sia veloce entrare e facile uscire e a privilegiare gesti capaci di generare movimento il cui fine non è una meta, ma il movimento stesso.
La gran parte del terreno percorribile è comunque costituito da gesti appartenuti a consuetudini dell'umanità che provengono dal passato, e che dalla mutazione si ritrovano modificati e trasformati anch'essi in sistemi passanti. Si spiega, in tal modo, secondo Baricco, l'effetto di perdita di anima e il conseguente sgomento da saccheggio barbarico generato dalla mutazione. Abitare, in multitasking, più zone possibili con un'attenzione abbastanza bassa non sarebbe, tuttavia, un modo di svuotare dell'anima tanti gesti importanti ma diventa, per i barbari, un modo di farne uno solo, molto importante.
L'idea di anima, intesa come dimensione spirituale capace di elevare l'uomo oltre la sua natura animale, a prescindere dalla religione, che per secoli era stata l'unico luogo dello spirito, risale all'Umanesimo ma, ricorda Baricco, non fu un'acquisizione facile né scontata e passarono altri secoli prima che diventasse, ad opera dell'intelligencija borghese ottocentesca, realmente comune sentire. Sono parole d'ordine del Romanticismo quelle che, secondo Baricco, non abbiamo ancora cessato di usare e "la resistenza che facciamo all'invasione barbarica spesso si riduce a un'inconsapevole difesa di principi romantici coniati secoli fa".
Bisognerebbe invece arrivare a pensare che la mutazione non è eliminazione della tensione spirituale dell'uomo, con l'annientamento dell'anima, ma il superamento dell'accezione borghese, ottocentesca e romantica di quell'idea. 
La domanda che pone allora Baricco è cosa ci sia nell'idea romantica di anima che spaventa e respinge i barbari, come se fosse un luogo di morte invece che di vita. Le risposte possibili che propone sono due.
La prima risposta riguarda il rapporto tra piacere e fatica. L'accesso al senso profondo delle cose, nella liturgia borghese ottocentesca era una questione di piacere, di intensità di vita, di emozione che prevedeva tempo, erudizione, pazienza, applicazione, volontà da dedicare a un lavoro di scavo in profondità. Si trattava di una fatica del tutto congeniale a chi la esercitava e funzionale al bisogno borghese di affermazione di un'identità culturale egemone da contrapporre al mondo aristocratico in declino. 
L'applicazione su larga scala del principio della fatica come lasciapassare per il senso più alto delle cose avrebbe tuttavia, nel tempo, trasformato il semplice gesto originario del fermarsi a studiare con attenzione, in una disciplina sempre più articolata, caratterizzata da una eccessiva sproporzione fra la profondità del lavoro di scavo da compiere e la porzione di senso raggiungibile. In quest'ottica, la mutazione barbara apparirebbe come la lucida rivendicazione di un tipo di fatica dilettevole, come era dilettevole la fatica per la quale era attrezzato l'uomo ottocentesco. Il tipo di fatica per cui i barbari sono attrezzati, e che contiene del piacere in sé, secondo Baricco, è il surfing all'inseguimento del senso là dove è vivo in superficie, e in fuga dalla profondità come da "un crepaccio che non porterebbe a nulla se non all'annientamento del movimento, e quindi della vita".
La seconda risposta di Baricco sul perché l'idea romantica di anima spaventi e respinga l'umanità coinvolta nella mutazione riguarda la sofferenza e la guerra. Baricco parte dall'idea che quella pretesa di spiritualità, di nobiltà d'animo e di pensiero, rappresentasse per molti borghesi un traguardo tanto impervio da trovare individualmente da finire per defluire nella più agevole prospettiva di una spiritualità collettiva, nell'idea di nazione, se non addirittura di razza. "Ciò che non era immediatamente rinvenibile nella pochezza dell'individuo, risultava evidente nel destino di un popolo, nelle sue radici mitiche, e nelle sue aspirazioni". 

In quest'ottica, i barbari "hanno paura di pensare serio, di pensare profondo, di pensare il sacro: la memoria analfabeta di una sofferenza patita senza eroismi deve crepitare, da qualche parte, in loro", per cui rifuggono dalla forza dell'anima con una sorta di mossa istintiva, attratti da un habitat che li tenga al riparo dal disastro dei padri.
L'uomo dell'attuale mutazione, allora, secondo Baricco, cercherebbe l'intensità del mondo, così come la inseguivano i romantici, ma lo farebbe per altre strade.

### Ritratti
La quarta parte de I barbari è dedicata a una sorta di verifica delle tesi sostenute, ricollocando nel contesto culturale della mutazione descritto una serie di gesti che ne sarebbero sintomi. 
Baricco tocca tredici punti, che compongono un puzzle che ritrae la mutazione, enumerandoli man mano che li illustra, in ordine di trattazione e precisando di procedere in ordine sparso:
1. Spettacolarità
2. Cinema
3. Nostalgia
4. Sequenze sintetiche
5. Passato
6. Tecnica
7. Democrazia
8. Autentico
9. Differenza
10. Schizofrenia
11. Politica culturale
12. Hamburger
13. Elica

Il puzzle che le tessere, mobili e ricentrabili, compongono è il ritratto del diverso modello del fare esperienza dei barbari, basato sulla logica del sistema passante di sequenze costituite da traiettorie che corrono veloci e in superficie anziché sulla logica del lavoro di scavo in profondità.
Nel contempo si compone una sorta di mappa della differente dislocazione del senso che i barbari cercano laddove le cose entrano in sequenza con altre anziché nel luogo della loro origine, nel movimento anziché nella sua meta, nella differenza anziché nel progresso, nella tecnica che consente di percepire le cose anziché nell'intrinsecità di esse, nelle regioni periferiche dell'accessorio anziché in un centro fondativo.
Quello a cui, secondo Baricco, occorre prepararsi è che quando accade una mutazione, le gerarchie del giudizio vacillano. Cambia il punto di vista anche sui grandi del passato e profeti del nuovo mondo e la prospettiva è ciò che detta la regola più che la forza della singola opera o del singolo autore.

### Epilogo
Nell'epilogo de I barbari, Baricco riassume le ipotesi e le acquisizioni emerse dallo sviluppo del saggio nell'idea che alcune innovazioni tecnologiche decisive, capaci di comprimere spazio e tempo, congiuntamente allo spalancamento dello scenario sociale, connesso all'affermarsi degli assetti democratici, avrebbero generato una diversa idea di cosa sia l'esperienza, e una differente dislocazione del senso nel tessuto dell'esistenza.
Per Baricco,
Oltre a schematizzare l'articolazione dei contenuti sviluppati, Baricco, nell'epilogo, si concentra sull'immagine della Grande Muraglia come icona del rapporto di ogni civiltà con l'incubo dell'invasione barbarica. Baricco ritiene che la Grande Muraglia insegni che, "nel proprio rapporto con i barbari, ogni civiltà reca inscritta l'idea che ha di se stessa" e che qualsiasi civiltà, nella lotta contro i barbari, "finisce per scegliere non la strategia migliore per vincere, ma quella più adatta a confermarsi nella propria identità". La Grande Muraglia, secondo Baricco, era stata concepita non tanto per difendere dagli invasori, ma per costituire un confine della civiltà, per delimitarla: 
 Per Baricco, tuttavia non c'è mutazione che non sia governabile, e "abbandonare il paradigma dello scontro di civiltà e accettare l'idea di una mutazione in atto non significa che si debba prendere quel che accade così com'è, senza lasciarci l'orma del nostro passo". 
Diventa invece importante, piuttosto che erigere muraglie su un confine che non esiste, praticare la cura quotidiana, l'attenzione, il vigilare, l'esercizio della scelta di cosa, del mondo vecchio, si voglia portare fino al mondo nuovo. 